# Theridion strepitus
Theridion strepitus là một loài nhện trong họ Theridiidae.
Loài này thuộc chi Theridion. Theridion strepitus được miêu tả năm 1987 bởi Peck & Shear.